# Try This
Try This è il terzo album della cantante pop Pink. È stato pubblicato nel novembre 2003.
Sono stati estratti regolarmente quattro singoli: Feel Good Time (proveniente dalla colonna sonora del film Charlie's Angels - Più che mai), Trouble, God Is a DJ e Last to Know (quest'ultimo solo in Europa). Come singoli promozionali-radiofonici furono pubblicati Humble Neighborhoods nel Regno Unito e Catch Me While I'm Sleeping negli Stati Uniti.
In Italia il singolo Last To Know ha avuto solo una promozione radiofonica. L'album ha venduto circa 4 milioni di copie, risultando il minor successo dell'intera carriera della cantante, ma diventando comunque un disco molto popolare in territorio europeo. La canzone Trouble è famosa, oltre per i buoni risultati in classifica, per aver vinto un Grammy Award.

## Tracce
Edizione statunitense
1. Trouble – 3:12 (Tim Armstrong, Pink)
2. God Is a DJ – 3:43 (Billy Mann, Jonnie "Most" Davis, Pink)
3. Last to Know – 4:03 (Tim Armstrong, Pink)
4. Tonight's The Night – 3:55 (Tim Armstrong, Pink)
5. Oh My God (feat. Peaches) – 3:42 (Tim Armstrong, Merrill Nisker, Pink)
6. Catch Me While I'm Sleeping – 5:03 (Linda Perry, Pink)
7. Waiting For Love – 5:28 (Paul Ill, Brian MacLeod, Linda Perry, Pink, Eric Schermerhorn)
8. Save My Life – 3:15 (Tim Armstrong, Pink)
9. Try Too Hard – 3:13 (Linda Perry, Pink)
10. Humble Neighborhoods – 3:51 (Tim Armstrong, Pink)
11. Walk Away – 3:38 (Tim Armstrong, Pink)
12. Unwind – 3:11 (Tim Armstrong, Pink)
13. Feel Good Time – 3:56 (William Orbit, Beck Hansen, Jay Ferguson)
14. Love Song – 2:59 (Damon Elliott, Pink)

Edizione internazionale
1. Hooker – 3:06 (Tim Armstrong, Pink)

Edizione britannica
1. Hooker – 3:06 (Tim Armstrong, Pink)
2. Interview With Pink – 5:27
3. Photogallery

Edizione giapponese
1. Feel Good Time – 3:56 (William Orbit, Beck Hansen, Jay Ferguson)
2. Delirium – 3:40 (Linda Perry, Pink)
3. Free – 6:38 (Pink, Linda Perry, Eric Schermerhorn, Paul Ill, Brian MaCleod)

DVD (edizione limitata)
1. Album Lyrics
2. Pink's Pix: Photo Gallery
3. The Many Faces of Pink: Interview
4. Feel Good Time Lifestyle: Exclusive Behind-The-Scenes Footage
5. Trouble (video)

## Classifiche

### Classifiche settimanali
| Classifiche (2003-04) | Posizione massima |
| --------------------- | ----------------- |
| Australia             | 8                 |
| Austria               | 2                 |
| Belgio (Fiandre)      | 9                 |
| Belgio (Vallonia)     | 26                |
| Canada                | 8                 |
| Danimarca             | 16                |
| Finlandia             | 39                |
| Francia               | 12                |
| Germania              | 2                 |
| Irlanda               | 8                 |
| Italia                | 51                |
| Norvegia              | 5                 |
| Nuova Zelanda         | 24                |
| Paesi Bassi           | 8                 |
| Regno Unito           | 3                 |
| Stati Uniti           | 9                 |
| Svezia                | 8                 |
| Svizzera              | 1                 |

### Classifiche di fine anno
| Classifica (2003) | Posizione |
| ----------------- | --------- |
| Austria           | 46        |
| Francia           | 174       |
| Germania          | 65        |
| Paesi Bassi       | 87        |
| Regno Unito       | 55        |
| Svezia            | 96        |
| Svizzera          | 29        |
| Classifica (2004) | Posizione |
| Australia         | 95        |
| Austria           | 24        |
| Germania          | 47        |
| Paesi Bassi       | 86        |
| Stati Uniti       | 150       |
| Svizzera          | 32        |
| Classifica (2009) | Posizione |
| Australia         | 80        |